# Dicromantispa interrupta
Dicromantispa interrupta är en insektsart som först beskrevs av Thomas Say 1825.  Dicromantispa interrupta ingår i släktet Dicromantispa och familjen fångsländor. Inga underarter finns listade i Catalogue of Life.